# Ерифила
Ерифила (грч. Ἐριφύλη) је у грчкој митологији била кћерка аргивског краља Талаја и Лисимахе.

## Митологија
Када је дошло до сукоба између три породице које су владале Аргосом, како би се измирио са Амфијарајем, Адраст му је дао своју сестру Ерифилу за жену. Том приликом је успостављен договор да уколико буде било каквих размирица међу њима, коначни суд донесе Ерифила. Она је у том браку родила синове Алкмеона и Амфилоха и кћерке Еуридику и Демонасу. Када је Адраст предложио Амфијарају да крене са њим у поход седморице на Тебу, овај га је одбио, јер је имао дар прорицања и знао је да ће погинути. Према договору, спор је решила Ерифила и то у корист брата, пошто ју је Полиник (или сам Адраст) подмитио Хармонијином огрлицом. Због тога је пре него што је кренуо у поход, Амфијарај заветовао своје синове да га освете. И следећи пут је Ерифилу успео да подмити Полиников син, Терсандар дајући јој Хармонијин пеплос и тако издејствује да Ерифила наговори свог сина Алкмеона да буде на челу Епигона. Ипак, Алкмеон, по завету свог оца, а и савету Аполоновог пророчишта у Делфима, убио је своју мајку.

## Тумачење
Према Роберту Гревсу, Ерифилина улога је била да одлучује да ли ће доћи до рата. Њено име има значење „врло лисната“, те је она можда била аргивска свештеница у служби пророчишта дрвета и то дрвета крушке које је било посвећено богињи Атени. Њено име има и значење „племенска борба“.